# سیاست در لبنان

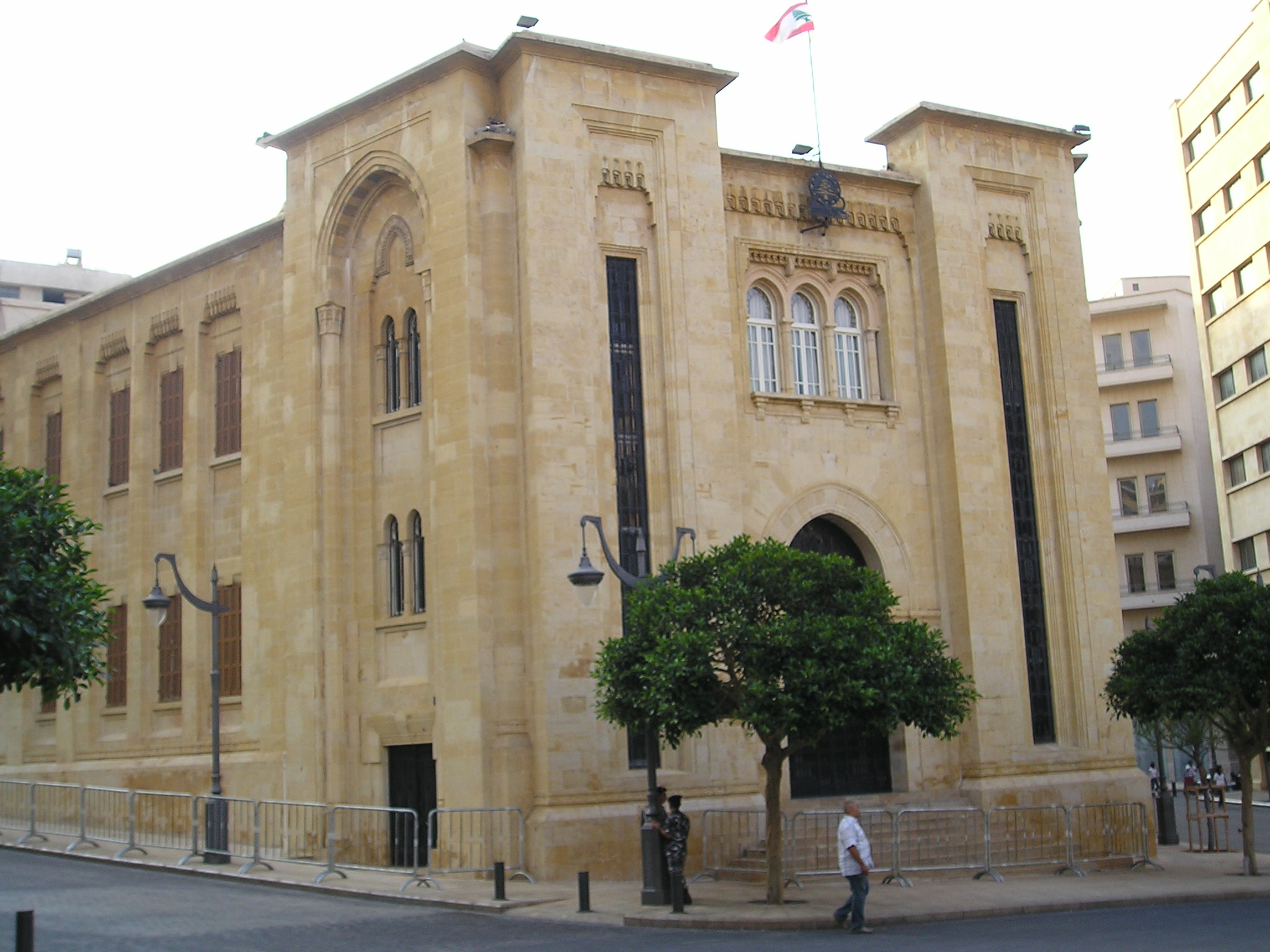
پارلمان لبنان

کشور لبنان  جمهوری دمکراتیک و پارلمانی است و سه مقام ارشد آن برای اعضای گروه‌های مذهبی خاص در نظر گرفته شده‌اند.
پیمان ملی یا میثاق وطنی لبنان، ترتیبات تقسیم قدرت در سال 1943 بین مسیحیان و مسلمانان لبنان بود که به موجب آن :
- رئیس جمهوری باید مسیحی مارونی باشد.
- نخست وزیر باید مسلمان سنی باشد.
- سخنگوی پارلمان می‌بایست مسلمان شیعه باشد.[۴][۵][۶][۷]

دولت لبنان ، برای ارائه نمایندگی سیاسی برای همه گروه‌های مذهبی لبنان طراحی شده است که سه گروه بزرگ آن عبارتند از مسیحیان مارونی، مسلمانان سنی و مسلمانان شیعه و تعداد کرسی های پارلمان بین مسیحیان و مسلمانان تقسیم می شود و به نسبت فرقه های مختلف در هر دین تقسیم می شود. پست های دولتی و مناصب بخش عمومی نیز بین فرقه های اکثریت تقسیم می شود.
این ترتیب در ملاقاتی بین اولین رئیس جمهور لبنان (یک مارونی) و اولین نخست وزیر لبنان (یک سنی) حاصل شد، اگر چه این توافق در قانون اساسی لبنان تا سال ۱۹۹۰ به دنبال توافق طایف رسمی نشد. این میثاق شامل قول و قرار مسیحیان بود مبنی بر اینکه به دنبال جلب حمایت فرانسه نباشند و وجهه عربی لبنان را قبول داشته باشند و همچنین مسلمانان نیز قول دادند تا مشروعیت استقلال و دولت لبنان و همچنین مرزهای این کشور در سال ۱۹۲۰ را قبول داشته باشند و برای اتحاد با سوریه تلاش نکنند. این میثاق تا زمان تشکیل هویت ملی لبنان موقت ولی لازم‌الاجرا بود. به دلیل احساس نیاز شدید مسلمانان به اتحاد به کشورهای همتایی عرب خود این میثاق راه حلی موقت به نظر می‌رسید. از سویی دیگر از آن جا که مسیحیان مارونی بیشتر با دولت فرانسه و منافع فرانسه در لبنان همسو بودند این میثاق را رد کردند و بعداً برای جلب حمایت فدرالیسم را پیشنهاد دادند و با اسرائیل متحد شدند. لبنان به موجودیت خود ادامه داده و اثرات سوء جنگ‌های داخلی همچنان بر سیاست لبنان سایه افکنده‌است.
این میثاق همچنین تصریح می‌کرد که کرسی‌های پارلمان به تمامی مذاهب تعلق گیرد یعنی با نسبت ۶ مسیحی به ۵ مسلمان که بر اساس آمارگیری سال ۱۹۳۲ بود که در آن زمان مسیحیان مقداری بیشتر بودند. توافق طایف آن نسبت را مساوی کرد تا هر دو گروه مذهبی حق مساوی داشته باشند. حال مسلمانان مخصوصا با احتساب حضور فلسطینی‌ها بیشتر شده‌اند ولی اکثر گروه‌ها در لبنان با این حق تساوی راضی هستند.
قانون اساسی لبنان به مردم این حق را می‌دهد تا دولت خود را عوض کنند. با این حال از اواسط دهه ۱۹۷۰ تا انتخابات پارلمانی ۱۹۹۲ جنگ داخلی لبنان از اجرای حقوق سیاسی ممانعت به عمل آورد. طبق قانون اساسی انتخابات مستقیم هر چهار سال یک بار باید برگزار شود. آخرین انتخابات پارلمانی بعد از ترور نخست وزیر حریری انجام شد و معادله قدرت با پیروزی مخالفان حضور سوریه در لبنان و تصاحب اکثر کرسی‌های پارلمان توسط آن‌ها شاهد تغییرات بسیاری بود. ترکیب‌های پارلمان توسط آن‌ها شاهد تغییرات بسیاری بود. ترکیب پارلمان بر اساس هویت مذهبی و قومی و برخلاف مسائل ایدئولوژیکی شکل گرفته‌است. پیمان طایف با پایان دادن جنگ داخلی تقسیمات کرسی‌های پارلمان را تغییر داد.

## پارلمان لبنان
پارلمان رئیس‌جمهور را برای یک دوره شش ساله انتخاب می‌کند. انتخاب مجدد یک رئیس‌جمهور برای دوره‌ای دیگر ممنوع است. این قانون برآمده از قانون اساسی تا به حال دو بار با اصلاحیه‌های موقت از سوی دولت سوریه نادیده گرفته شده‌است. دوره ریاست جمهوری الیاس حراوی که می‌بایست در سال ۱۹۹۵ تمام می‌شد برای سه سال دیگر تمدید شد. این اتفاق برای امیل لحود نیز افتاد و دوره اش تا سال ۲۰۰۷ تمدید شد. طرفداران دموکراسی این اعمال را محکوم کردند.
آخرین انتخابات ریاست جمهوری در سال ۱۹۹۸ انجام شد. رئیس‌جمهور نخست وزیر را با پیشنهاد پارلمان انتصاب می‌کند. لبنان حزب‌های سیاسی زیادی دارد ولی آن‌ها نقش مهمی در سیستم پارلمان ندارند. اکثر آن‌ها منافع فرقه‌ای را در عمل نمایندگی می‌کنند. بسیاری از آن‌ها لیستی موقت از نمایندگانی هستند که توسط شخصی معروف از کشور یا شهرشان حمایت می‌شوند. لیست نامزدهای انتخاباتی اغلب بر اساس حوزه انتخاباتی با مذاکر میان رهبران محلی طوایف، گروه‌های مذهبی و احزاب سیاسی شکل می‌گیرند. این ائتلاف‌های پراکنده تنها برای انتخابات شکل می‌گیرند و به ندرت گروهی منسجم در پارلمان را تشکیل می‌دهند. اخیراً پارلمان لبنان به سه گروه متحد تقسیم شده‌است. اتحاد ضد سوریه اتحاد ۱۴ مارس، اتحاد طرفدار سوریه‌ها متشکل ازحزب ا... و حزب عمل است و حزب رئیس قبلی مارونی‌ها با نام میشل آون که اخیراً با حزب ا... متحد شده‌است.
سیستم قضایی لبنان بر اساس قانون ناپلئونی تدوین شده‌است. هیئت منصفه در دادگاه‌ها استفاده نمی‌شوند. سیستم دادگاهی لبنان از سه سطح تشکیل شده‌است: دادگاه بدوی، دادگاه استیناف و دادگاه نقض رای. همچنین دادگاه‌های مذهبی وجود دارند که در احوال شخصی در جوامع خود با قوانین مربوط به ازدواج، طلاق و وراثت حق قضاوت دارند. قانون لبنان شامل ازدواج عرضی نمی‌شود (اگر چه چنین ازدواج‌هایی را به مانند قراردادهایی می‌داند که در خارج از کشور صورت گرفته‌اند) تلاش‌های رئیس‌جمهوری قبلی الیاس حراوی برای قانونی کردن ازدواج عرفی در اواخر دهه ۱۹۹۰ با اعتراضات روحانیون مسلمان با مشکل مواجه شد. به علاوه لبنان دارای سیستمی از دادگاه‌های نظامی است که بر افراد برای جرایمی همچون جاسوسی، خیانت به وطن و دیگر جرایم که مربوط به امنیت هستند حق قضاوت دارد. این دادگاه‌های نظامی از سوی سازمان‌های حقوق بشر از جمله سازمان بین‌المللی عضو بین‌المللی مورد انتقاد قرار گرفته‌اند. یکی از انتقادهای آن‌ها این بوده‌است که استانداردهای بین‌المللی قضاوت منصفانه در این دادگاه‌ها رعایت نمی‌شود و حق قضاوت بسیاری در مورد غیر نظامیان اعمال می‌شود.